# Canyon Ceman
Canyon Ceman (Hermosa Beach, 21 de junio de 1972) es un deportista estadounidense que compitió en voleibol, en la modalidad de playa. Ganó una medalla de plata en el Campeonato Mundial de Vóley Playa de 1997.

## Palmarés internacional
| Campeonato Mundial | Campeonato Mundial           | Campeonato Mundial | Campeonato Mundial |
| Año                | Lugar                        | Medalla            | Pareja             |
| ------------------ | ---------------------------- | ------------------ | ------------------ |
| 1997               | Los Ángeles (Estados Unidos) | Medalla de plata   | Mike Whitmarsh     |